# جاده ئی۳۱۳ اروپا
جاده ئی۳۱۳ اروپا (به انگلیسی: European route E313) یکی از جاده‌های درجه ۲ قاره اروپا است.
این جاده که در کشور بلژیک قرار دارد از شهر آنتورپ شروع شده و در شهر لیژ به پایان می‌رسد.